# Kranewo
Kranewo (bułg. Кранево) – wieś w północnej Bułgarii nad Morzem Czarnym.

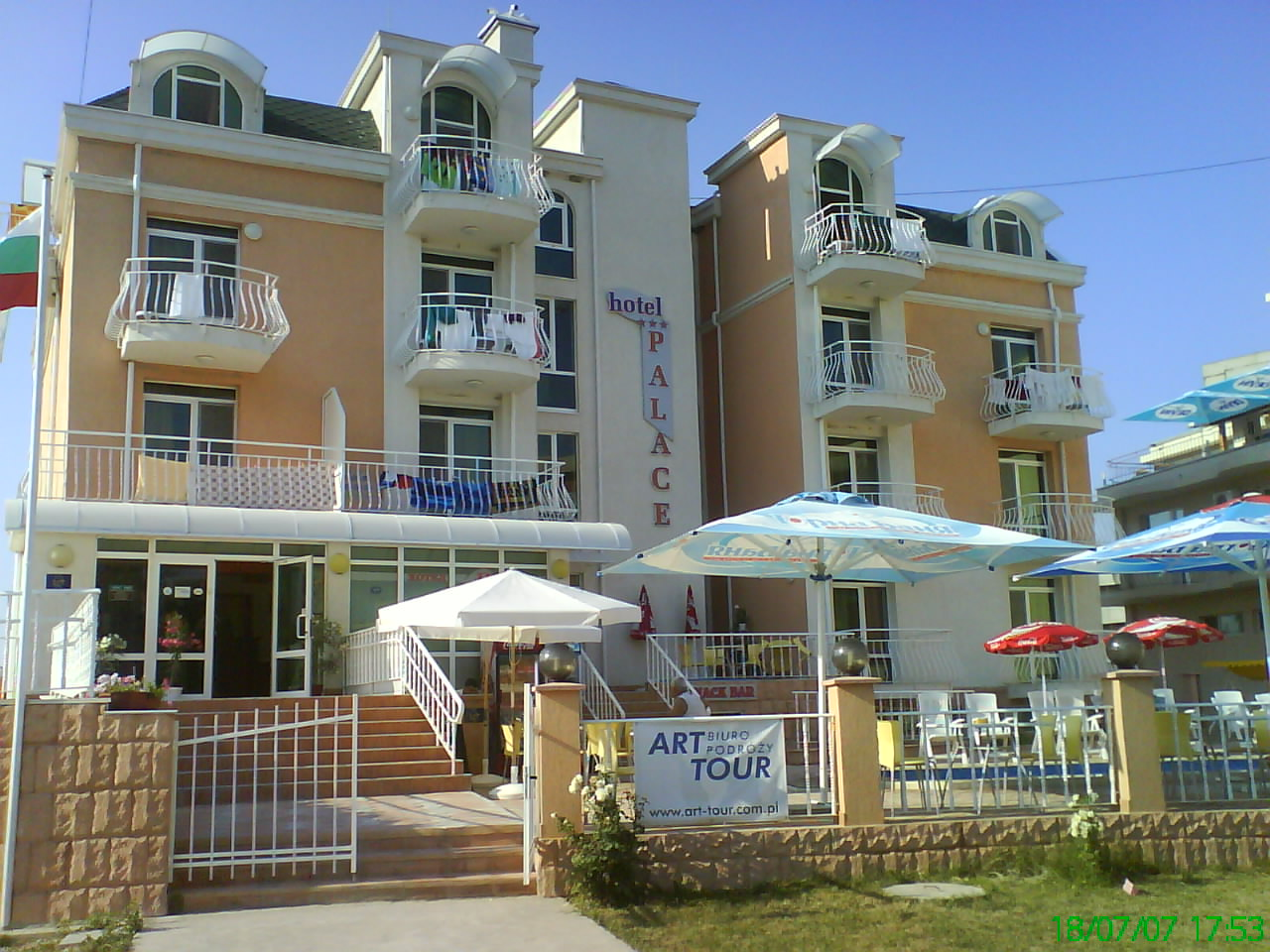
Jeden z licznych hoteli

Znajduje się około 30 kilometrów od Warny i około 8 od Złotych Piasków. Kranewo jest małym, turystycznym miasteczkiem, znajduje się w niewielkiej zatoce. Nad jego piaszczystą plażą znajduje się wiele hoteli. Wybudowane jest w miejscu starożytnej twierdzy, która później włączona została do systemu obronnego od przylądku Kaliakra do przylądku Emona.
Plaża Kranewa łączy się bezpośrednio z plażą Albeny, oba kurorty powoli zmierzają do połączenia się. Na granicy obu miasteczek znajduje się plaża nudystów. Znajdują się tu regularne linie autobusowe do Albeny oraz Bałcziku.